# Raul Christiano

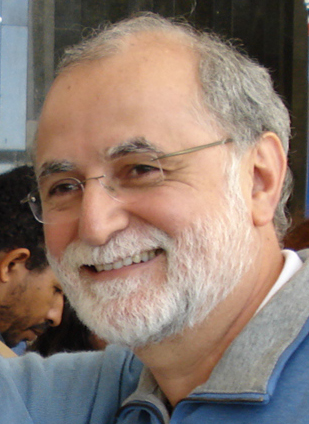
Raul Christiano

Raul Christiano de Oliveira Sanchez (Apucarana, 10 de setembro de 1958), conhecido como Raul Christiano, é um jornalista, escritor, poeta, especialista em políticas públicas, professor universitário e ativista político social-democrata brasileiro.
Descendente de espanhóis, italianos e portugueses, Raul é o filho mais velho de 4 irmãos. Residiu em Apucarana até 1961, transferindo-se para Brotas, onde permaneceu até 1969; passando um curto período em Barra Bonita. Em abril de 1971 mudou-se para Santos, onde vive até hoje.
Formado jornalista profissional em 1982 na Faculdade de Comunicação da Universidade Católica de Santos (Unisantos), trabalhou em vários órgãos de imprensa da cidade litorânea paulista, como o jornal A Tribuna, Rádio Clube de Santos, Rádio Cacique de Santos e TV Mar. Presidiu a Delegacia Regional do Sindicado dos Jornalistas na Baixada Santista (1994/1995).
Ainda universitário, interessou pela política estudantil e cultural da cidade e em 1976 filiou-se ao MDB - único partido de oposição ao Regime Militar da época. Participou também dos primeiros movimentos intelectuais que deram origem ao PT, em 1979, mas não se filiou a esse partido.
Ativista cultural, foi um dos fundadores do Grupo Picaré, de literatura e arte, em 1979, sendo um dos participantes ativos das Gerações do Mimeógrafo e da Poesia Marginal, nos anos 1970 e 1980.
Com o fim do bipartidarismo e a extinção do MDB em 1980, filiou-se ao PMDB, permanecendo nesse partido até 1987, quando foi um dos líderes da sua dissidência em São Paulo, participando do MUP - Movimento de Unidade Progressista.
Foi um dos fundadores do PSDB em 1988, sendo um de seus dirigentes estaduais e nacionais. Ocupou também o cargo de Diretor Cultural da Fundação Mário Covas. Foi Conselheiro Fiscal do ITV - Instituto Teotônio Vilela, presidiu o Conselho Estadual de Ética e Fidelidade Partidária do PSDB-SP e é membro do Diretório Nacional do PSDB.
Lecionou em diversas universidades como Unip, Unisantos, Unisanta, Unaerp e Unimonte. Ocupou cargos nas áreas de cultura, meio-ambiente, saneamento e educação, sendo um dos responsáveis, dentro do ministério da Educação no governo Fernando Henrique Cardoso, pela implantação do Programa Bolsa Escola Federal (atual Bolsa Família) na gestão de Paulo Renato Souza. 
Atual membro da Academia Santista de Letras (ocupante da cadeira número 17, cujo patrono é o médico e poeta José Martins Fontes), já foi membro Instituto Histórico e Geográfico de Santos. Atuou como Secretário Municipal da Cultura em Santos, ocupou o cargo de Diretor do Programa de Oficinas Culturais da Secretaria de Estado da Cultura de São Paulo e acumulou a gestão das secretarias de Educação e Cultura na Prefeitura de Cubatão (de janeiro a setembro de 2017). 
Hoje Raul é o secretário executivo (secretário adjunto) da Secretaria da Justiça e Cidadania do Estado de São Paulo   atuando em relações institucionais, com ênfase em gestão de políticas públicas para educação, cultura, cidadania e comunicação. Raul é casado com Maria Fernanda Scatolin Fernandes e tem quatro filhos, dois enteados e quatro netos.

## Obras
- "Vitória" (poesias, 1980)
- "Enxoval para bebe(r)" (poesias, 1981)
- "Produção Independente na Literatura" (ensaios, 1983)
- "Sensação de Amor Feito" (poesias, 1984)
- "Alguma Poesia" (poesias, 2001)
- "De Volta ao Começo - Raízes de um PSDB Militante que nasceu na oposição" (história, 2003).
- "Poesia em tudo #AmorAosTuítes" (poesias, 2016).
- "Coletânea Picaré, 40 Anos de Poesia & Artes" (literatura, 2022).
- "Quarentena Poética" (poesia, 2022).

## Premiações
- Comenda da Ordem do Mérito M.M.D.C. "Caetano de Campos" (Governo do Estado de São Paulo - 2022)